# Карнавал у Техасі
«Карнавал у Техасі» (англ. «Texas Carnival») — американський мюзикл 1951 року режисера Чарльза Волтерса. У головних ролях — Естер Вільямс та Ред Скелтон.

## Сюжет
Корні Квінелл та його подруга Деббі працюють під час карнавалу у Техасі. Коли зголодніла Деббі просить Квінелла принести їй бутерброд, він по дорозі наштовхується на багатія Дена, який є напідпитку, і ледве встигає врятувати його від перспективи втратити багато грошей у грі. Ден пропонує Корні вічну дружбу, той викликає таксі і наказує відвести Дена в готель. Ден, в свою чергу, каже їхати до Мексики. Водій виконує прохання, а Корні, який цього не чув, разом із Деббі добирається до готелю на машині Дена. Персонал вирішує, що це і є містер Сабінас із сестрою Маріллою. Корні розуміє це, і вирішує насолоджуватися результатами непорозуміння до повернення справжнього Дена.

## У ролях
- Естер Вільямс — Дебі Телфорд
- Ред Скелтон — Корні Квінелл
- Говард Кіл — Слім Шелбі
- Енн Міллер — Саншайн Джексон
- Рей Паттерсон — Марілла Сабінас
- Кінен Вінн — Ден Сабінас
- Том Таллі — шеріф Джексон
- Ґлен Стрейндж — Текс Ходкінс
- Марджорі Вуд — місіс Гейтс